# 禮成詠
禮成詠是平常處於基督教禮拜儀式後段的聖歌，最常見於天主教會和英國國教，並相當於英語名稱concluding voluntary或recessional voluntary（例如：婚禮禮成詠）的禮儀聖歌。

## 外部連結
- 维基词典中的词条「recessional」